# Marjan Kalhor
Marjan Kalhor (en perse : مرجان كلهر), née le 21 juillet 1988 à Téhéran, est une skieuse alpine iranienne.

## Biographie
Elle commence le ski à l'âge de quatre ans à Dizin et gagne une compétition nationale à l'âge de onze ans. Son frère Rostam Kalhor devient son entraîneur.
Aux Jeux olympiques de 2010, à Vancouver, elle a été porte-drapeau de l'équipe olympique iranienne et a été la première Iranienne à participer à des Jeux olympiques d'hiver. Elle a concouru en slalom géant (60e) et en slalom (55e).
Elle prend également part à six éditions des Championnats du monde entre 2009 et 2021, obtenant comme meilleur résultat une 42e place en slalom en 2021 à Cortina d'Ampezzo.